# Gennaria
Gennaria – rodzaj roślin z rodziny storczykowatych (Orchidaceae). Obejmuje 2 gatunki występujące w Europie i Azji w takich krajach i regionach jak: Afganistan, Algieria, Baleary, Wyspy Kanaryjskie, Chiny, Indie, Włochy, Madera, Maroko, Pakistan, Portugalia, Sardynia, Hiszpania, Tunezja, Himalaje.

## Systematyka
Rodzaj sklasyfikowany do podplemienia Orchidinae w plemieniu Orchideae, podrodzina storczykowe (Orchidoideae), rodzina storczykowate (Orchidaceae), rząd szparagowce (Asparagales) w obrębie roślin jednoliściennych.
Wykaz gatunków
- Gennaria diphylla (Link) Parl.
- Gennaria griffithii (Hook.f.) X.H.Jin & D.Z.Li